# Kishinami (destroyer)
Le Kishinami (岸波) était un destroyer de classe Yūgumo en service dans la Marine impériale japonaise pendant la Seconde Guerre mondiale.

## Historique
Le Kishinami prend part au naufrage du sous-marin USS Trout le 29 février 1944. Lors de la bataille de la mer des Philippines, il est assigné à la Force Van. Lors de la bataille du golfe de Leyte, le navire est affecté à la 1re force d'attaque de diversion. Durant l'affrontement, il sauve les survivants du croiseur Atago, dont l'amiral Takeo Kurita. Le destroyer subit des dégâts mineurs par mitraillage les 24 et 25 octobre. Après un échouage sur un récif le 28 octobre au large de Brunei, sa vitesse maximale est réduite à 12 nœuds (22 km/h). Le navire fut réparé à Singapour à la mi-novembre.
Le 2 décembre 1944, le Kishinami quitte Manille, où il escorte le Hakko Maru à Singapour. Le 4 décembre, il est torpillé et coulé par le sous-marin USS Flasher à l'ouest de l'île de Palawan, à la position géographique 13° 12′ N, 116° 37′ E. 86 membres d'équipage sont tués (dont le commandant Mifune) et 150 sont sauvés par les Yurishima et CD-17.
Il est rayé des listes de la marine le 10 janvier 1945.